# خط ديواني جلي
الخط الديواني الجلي هو أحد الخطوط العربية وقد تفرع عن الخط الديواني الذي اخترعه الأتراك.

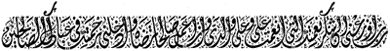
الخط الديواني الجلي.

للخط الديواني الجلي نفس خصائص الخط الديواني من حيث اعتماده على استدارة الحروف وتداخلها إلا أنه يتميز بكثرة علامات الزخرفة التي تملأ ما بين الحروف، وهو بذلك خط زخرفي بالأساس. وقد ظهر الخط الديواني الجلي في نهاية القرن 10هـ/16م بداية القرن 11هـ/17م وقد أبدعه الخطاط التركي شهلا باشا.

## مرجع
- حسن قاسم حبش ، جمالية الخط الديواني الجلي، دار القلم، بيروت 1990، 32 ص.